# Formaldossima
La formaldossima (nome sistematico: N-idrossimetanimmina) è l'aldossima (e l'ossima) più semplice ed ha formula molecolare CH3NO e formula semistrutturale H2C=N−O-H. È anche l'ossima corrispondente alla formaldeide, che è l'aldeide più semplice e dalla quale deriva il nome, e dalla quale viene preparata per reazione con l'idrossilammina H2N−OH.
Come nella formaldeide, l'atomo di carbonio è allo stato di ossidazione 0: questo la differenzia da tutte le altre aldossime, le quali hanno il C allo stato +1, mentre l'atomo di azoto è a -1, come nell'idrossilammina e in tutte le ossime. In comune con tutte le ossime ed anche con le immine, il carbonio e l'azoto del gruppo funzionale sono entrambi ibridati sp2. La formaldossima può anche essere considerata derivante dalla corrispondente immina, la formaldimmina H2C=N-H, per sostituzione (formale) dell'atomo di idrogeno imminico con un ossidrile.
Oltre che la formaldossima, la formula CH3NO rappresenta altri tre principali isomeri strutturali: la formammide H-C(=O)−NH2 (C+2), l'ossaziridina (C0) e il nitrosometano CH3−N=O (C-2), ma quest'ultimo è anche il tautomero (minoritario) della formaldossima stessa e in soluzione acquosa si converte pressoché quantitativamente in essa.

## Proprietà e struttura
La formaldossima è un composto termodinamicamente non molto stabile, lievemente endotermico: ΔHƒ° = +20,1 kJ/mol (gas, 25 °C), sebbene sia più stabile degli isomeri (nitrosometano,  +71,4 kJ/mol, e ossaziridina, +104,1 kJ/mol) ma molto meno stabile della formammide, la cui formazione è invece molto esotermica (-250,95 kJ/mol).
A temperatura ambiente la formaldossima appare come un liquido incolore (p. f. = 2,5 °C; p. e. = 84-85 °C), molto solubile in acqua (170 g/L a 20 °C; ~ 3,8 M) e solubile anche in alcool e etere. La sua purificazione non è facile perché va soggetta a dare oligomeri, non diversamente dalla formaldimmina e dalle immine alifatiche in genere; in particolare, tende a formare il trimero ciclico 1,3,5-triidrossi-1,3,5-triazacicloesano; di quest'ultimo è noto il cloridrato, che è stabile, solubile in acqua ed anche disponibile commercialmente e che in alcuni casi può essere usato in soluzioni acquose al posto della formaldossima.

### Struttura molecolare
La molecola può essere descritta con lo stesso tipo di risonanza presente in tutti i composti carbonilici e nelle immine. Si tratta di una risonanza che genera una separazione di carica tra due atomi adiacenti (C e O, oppure C e N) di tipo favorevole, nel senso che la carica formale negativa va sull'atomo più elettronegativo (qui N) e quella positiva sul meno elettronegativo (qui C). Di conseguenza C è il sito elettrofilo della molecola e N, che ha anche un doppietto libero, è il sito nucleofilo:
H2C=N−OH  ↔  H2C+−N−−OH
Nella molecola reale (l'ibrido di risonanza) la seconda forma limite ha un peso piuttosto limitato, dato che contiene un C con soli sei elettroni nel guscio di valenza e che vi figura una separazione di carica, seppur favorevole. Inoltre, l'atomo di ossigeno, con i suoi due doppietti liberi, è anch'esso un sito nucleofilo, e sia N che O sono anche siti basici, il primo molto più del secondo. La molecola, pur contenendo legami polari, nel suo complesso ha un momento di dipolo piccolo 0,440 D, che non è molto minore di quello dell'idrossilammina H2N−OH (0,590 D).
Da indagini spettroscopiche rotazionali nella regione delle microonde è stato possibile stabilire che la molecola della formaldossima è planare (simmetria Cs) e che l'atomo di idrogeno ossidrilico occupa la posizione lontana rispetto al carbonio (è in trans al C rispetto al legame N−O). Queste hanno altresì permesso di ricavare, tra l'altro, distanze (r) ed angoli (∠) di legame:
r(C–Hcis) = 108,5 pm; r(C–Htrans) = 108,6 pm; r(C=N) = 127,6 pm; r(N−O) = 140,8 pm; r(O−H) = 95,6 pm;
∠(cisHCN) = 121,77°; ∠(transHCN) = 115,55°; ∠(cisHCHtrans) = 122,68°; ∠(CNO) = 110,2°; ∠(NOH) = 102,68°.
I legami C–H hanno lunghezze vicinissime al valore normale (109 pm) e, anche se la differenza non è probabilmente significativa, l'idrogeno legato al C che è più vicino all'ossigeno (Hcis) ha il legame lievissimamente più corto dell'altro. Anche il legame O–H è praticamente normale (96 pm). Il legame C=N è praticamente uguale a quello nella formaldimmina (127,3 pm) e apparentemente il fatto che N sia ulteriormente legato a H o ad O, non influisce apprezzabilmente. Anche il legame N−O ha una lunghezza normale (140 pm), sebbene sia alquanto più corto che nell'idrossilammina (145,3 pm), dove però c'è un N sp3, invece di un N sp2, e il maggior carattere s in quest'ultimo tende ad accorciare il legame stesso.
Sull'atomo di carbonio, ibridato sp2, troviamo due angoli poco maggiori di 120° e uno significativamente minore (transHCN); quest'ultimo ha vicino la coppia solitaria dell'azoto: un'interazione attrattiva tra Hδ+ e la densità elettronica negativa di una coppia solitaria di un atomo di azoto adiacente a C è stata postulata come possibile spiegazione per un caso analogo, trovato nella struttura della piridazina, di un angolo HCN minore di 120° (114,91°). L'angolo sull'atomo di azoto, anch'esso ibridato sp2, è insolitamente piccolo: parte di una possibile razionalizzazione è nell'effetto della coppia solitaria che tende a far stringere quell'angolo, come si afferma nel modello VSEPR. L'angolo sull'ossigeno, sostanzialmente ibridato sp3, di quasi 103° è poco più ampio che nell'idrossilammina (101,4°) e il restringimento notevole rispetto al valore teorico di 109,5° sembra dovuto, come nel caso della molecola H2O (104,5°) all'effetto della presenza di due coppie solitarie su O.

## Sintesi
La formaldossima è l'ossima della formaldeide e fu preparata tipicamente da questa per reazione con l'idrossilammina: una reazione di condensazione con eliminazione di una molecola di acqua:
H2C=O + H2N−OH  →  H2C=N−O-H + H2O
In tempi attuali la sintesi è sostanzialmente dello stesso tipo, sebbene con opportune variazioni; si usa la paraformaldeide come sorgente in situ di formaldeide e il cloridrato di idrossilammina (H2N−OH·HCl), a caldo; l'acido liberato in soluzione catalizza la condensazione; poi si elimina l'eccesso di acido con acetato di sodio e si ottiene una soluzione di formaldossima al 10%.